# یونگنینگ، گوانگدونگ
یونگنینگ، گوانگدونگ (به لاتین: Yongning) یک شهرک در جمهوری خلق چین است که در یانگچون واقع شده‌است. یونگنینگ ۱۸۰ متر بالاتر از سطح دریا واقع شده‌است.